# Winstanley
Winstanley – osada w Anglii, w hrabstwie Wielki Manchester, w dystrykcie metropolitalnym Wigan. Leży 3,7 km od miasta Wigan, 28,7 km od miasta Manchester i 284 km od Londynu. W 2011 miejscowość liczyła 11 264 mieszkańców.